# Weißstreifen-Ameisenschlüpfer
Der Weißstreifen-Ameisenschlüpfer (Myrmotherula cherriei) zählt innerhalb der Familie der Ameisenvögel (Thamnophilidae) zur Gattung Myrmotherula.
Die Art kommt im Nordwesten Brasiliens, im Süden Kolumbiens, im Nordosten Perus und in Venezuela vor.
Das Verbreitungsgebiet umfasst tropischen oder subtropischen feuchten Tieflandwald, tropisches trockenes Buschland, Savanne an Flussufern und Waldrändern nicht unbedingt in Wassernähe bis 500 m Höhe.
Der lateinische Artzusatz bezieht sich auf George Cherrie.

## Merkmale
Der Vogel ist 9 bis 10 cm groß und wiegt zwischen 7 und 9 g. Das Männchen ist schwarz-weiß, auf der Oberseite überwiegend schwarz und breit weiß gestreift, die Flügeldecken haben weiße Spitzen, die Flugfedern weiße Ränder. Der Interskapularfleck ist weiß, die Schwanzfedern schwarz mit weißen Rändern und Spitzenflecken. Es hat einen schwarzen Kinnstreifen, die Ohrdecken sind ungestreift weiß, die Unterseite und Kehle sind weiß mit schwarzer Strichelung, die Flanken sind grau. Vom sehr ähnlichen Guayana-Strichelameisenschlüpfer (Myrmotherula surinamensis) unterscheidet sich die Art durch den schmaleren Interskapularfleck. Das Weibchen hat keinen Interskapularfleck und ist zimtfarben auf Flügeldecken, Kopf und Brust. Jungvögel sehen wie eine Mischung zwischen Männchen und Weibchen aus.
Die Art ist monotypisch.

## Stimme
Der Gesang wird als langsamer, wenige Sekunden dauernder Triller beschrieben ähnlich dem des Guayana-Strichelameisenschlüpfers (Myrmotherula surinamensis) und des Amazonien-Strichelameisenschlüpfers (Myrmotherula multostriata), aber mit deutlicher ansteigender Tonhöhe und gleichmäßiger Geschwindigkeit.

## Lebensweise
Die Nahrung besteht hauptsächlich aus Insekten, die als Paar, manchmal auch in gemischten Jagdgemeinschaften, meist in niedriger bis mittlerer Höhe gejagt werden.
Die Brutzeit ist nicht genau bekannt.

## Gefährdungssituation
Der Bestand gilt als nicht gefährdet (Least Concern).